# Materpiscis
Materpiscis ("peix mare" en llatí) és un gènere de placoderm ptictodòntid del Devonià superior (fa uns 380 milions d'anys) de la formació de Gogo Reef d'Austràlia Occidental. Només se'l coneix a partir d'un únic exemplar, i és únic perquè hi ha un embrió no nascut dins de Materpiscis, amb una estructura placentària d'alimentació mineralitzada notablement conservada (un cordó umbilical). Això fa de Materpiscis el vertebrat més antic primitiu vivípar, és a dir, que dona a llum cries vives.
El fòssil fou descobert el 2005 a la regió de Gogo, a Austràlia Occidental, per John Long del Museum Victoria i els seus col·legues Kate Trinajstic, Gavin Young i Tim Senden. Els fòssils del jaciment de Gogo estan preservats en nòduls de llim, de manera que s'utilitza àcid acètic diluït per dissoldre els llims que envolten els fòssils.
L'examinació de la secció caudal de Materpiscis portà al descobriment de l'esquelet parcialment ossificat d'un Materpiscis jove, així com el cordó umbilical mineralitzat. L'equip publicà els seus descobriments el 2008. L'espècie fou anomenada Materpiscis attenboroughi en honor de David Attenborough, que fou el primer a cridar l'atenció sobre la importància dels fòssils de peixos a Gogo a la seva sèrie del 1979 Life on Earth.
Materpiscis era un peix blindat semblant als taurons i sense parent moderns. Feia entre vint-i-cinc i trenta centímetres i tenia unes dents potents que utilitzava per esberlar les seves preses, possiblement invertebrats de closca dura com cloïsses o coralls.
Els peixos ptictodòntids són l'únic grup de placoderms que presenta dimorfisme sexual: els mascles tenen uns òrgans agafadors i les femelles tenen la base de l'aleta pelviana llisa. Feia temps que se sospitava que es reproduïen utilitzant fertilització interna, i el descobriment d'embrions fòssils dins de Materpiscis i un organisme similar també de Gogo, Austroptyctodus demostrà que aquesta deducció era certa.